# Mark Zuckerberg
Mark Elliot Zuckerberg (White Plains, Nueva York, 14 de mayo de 1984) es un programador y empresario estadounidense. Es uno de los fundadores de Facebook (desde 2021, Meta Platforms) y la red social homónima, y su actual presidente. Para desarrollar la red, Zuckerberg contó con el apoyo de sus compañeros de la Universidad de Harvard, el coordinador de ciencias de la computación y sus compañeros de habitación Eduardo Saverin, Dustin Moskovitz y Chris Hughes.
En abril de 2018, fue el personaje más joven en aparecer en la lista de multimillonarios de la revista Forbes, con una fortuna valorada en 73 200 millones de dólares, convirtiéndose en la octava persona más rica del mundo.
Desde 2010, la revista Time ha nombrado a Zuckerberg entre las 100 personas más ricas e influyentes del mundo como parte de su Persona del año. A mediados de 2018, Forbes lo posicionó como la quinta persona más rica del mundo.

## Inicios
Zuckerberg nació en 1984 en White Plains, Nueva York. Es hijo de Karen Kempner, psiquiatra, y de Edward Zuckerberg, dentista. Sus antepasados eran judíos procedentes de Alemania, Austria y Polonia. Él y sus tres hermanas, Randi, Donna y Arielle, se criaron en Dobbs Ferry, Nueva York, pequeña aldea del condado de Westchester, aproximadamente 33 kilómetros al norte de Midtown Manhattan. Zuckerberg creció dentro de una comunidad judía, y tuvo su Bar Mitzvah cuando cumplió 13 años.[cita requerida]
En el Colegio Ardsley, Zuckerberg sobresalía en las clases. Se trasladó a la Phillips Exeter Academy, una escuela privada en Nueva Hampshire, en su tercer año, donde obtuvo premios en ciencias (matemáticas, astronomía y física) y en estudios clásicos. En su juventud, también asistió al campamento de verano Johns Hopkins Center for Talented Youth. 
Zuckerberg comenzó a utilizar ordenadores y a escribir software en la escuela secundaria. En el instituto, construyó un programa que permitía que todos los ordenadores entre su casa y la consulta dental de su padre se comunicaran entre sí.
En 2002, con 18 años, lanzó con su amigo Adam D'Angelo, exjefe técnico de Facebook, la aplicación Synapse Media Player. El éxito fue notable, debido a la habilidad del programa de reproducir canciones basándose en las preferencias y selecciones previas de los usuarios. Diferentes compañías de software, como Microsoft y Apple, quisieron obtener los derechos, pero finalmente no se firmó ningún contrato al respecto. Por el contrario, Mark subió su programa a la red, donde los usuarios la podían descargar de forma gratuita. El programa fue publicado en Slashdot y recibió una calificación de 3 sobre 5 de PC Magazine.
En su solicitud universitaria, Zuckerberg afirmó que podía leer y escribir francés, hebreo, latín y griego antiguo. Era capitán del equipo de esgrima.[cita requerida]

## Estudios

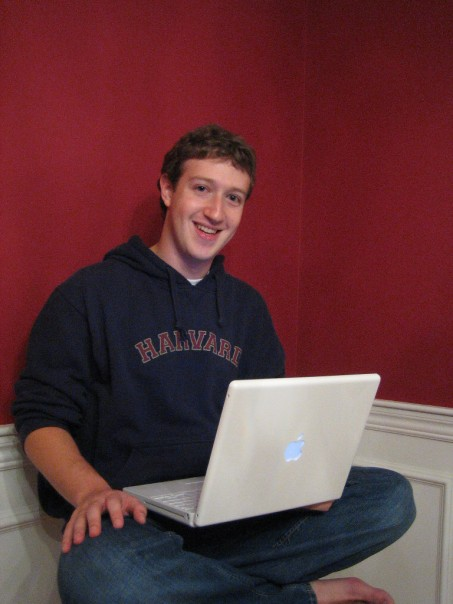
Mark Zuckerberg con una sudadera de Harvard.

Ingresó en la Universidad de Harvard en 2003 y formó parte de la fraternidad Alpha Epsilon Pi. Estudió Ciencias de la Computación. Empezó a desarrollar programas como el Coursematch, que permitía a los estudiantes ver la lista de otros compañeros de clase o una web en la que se podía calificar a las estudiantes de la universidad, Facemash.com. Por ello, el Departamento de Servicios Informáticos de Harvard llevó a Zuckerberg ante la administración con cargos de infracción de la seguridad informática y violación de las políticas de privacidad y de propiedad intelectual.
La Universidad de Harvard insistió en que Zuckerberg había hackeado el intranet de la universidad para alterar imágenes de los estudiantes sin autorización y para su propio beneficio,[cita requerida] algo que era falso.[cita requerida] En una biografía no autorizada sobre él, se sugiere que Zuckerberg, al sentirse rechazado como estudiante, hizo pública la lista completa de las imágenes de sus compañeras universitarias, las cuales extrajo del Directorio de estudiantes.
Zuckerberg declaró que pensaba que la información debía ser libre y abierta al público. Las acciones tomadas por el Consejo Administrativo de Harvard en este asunto no se hicieron públicas. En 2004 Zuckerberg creó Facebook y se ausentó un año de la Universidad, hasta que un año después abandonó la carrera.

## Facebook

### Venta parcial
El 24 de octubre de 2007, Facebook y Microsoft anunciaron que este último había comprado el 1,6 % de las acciones de la red social. Algunos han mencionado que dicho contrato revalorizó a Facebook en 1500 millones de dólares, aproximadamente.[cita requerida] Sin embargo, una extensión de las relaciones entre ambos hasta 2011 incrementaría el precio.

### Feedde noticias
El 5 de septiembre de 2006 Facebook lanzó un feed de noticias, una lista de lo que hacen los amigos en el sitio. Zuckerberg llegó a ser blanco de críticas porque algunos dicen que Feed noticias es innecesaria y una herramienta para conversaciones en línea. Tres días después, Zuckerberg respondió en una carta abierta a la comunidad de Facebook pidiendo disculpas por la indeseada herramienta y ofreciendo nuevas opciones de privacidad, pero defendiéndola, así como su convicción en el flujo libre de la información. Mark sostuvo que la herramienta es útil para ser utilizada entre amigos y que en las opciones de privacidad se puede encontrar la manera de bloquear lo que el usuario no quiere que sea conocido por otros.

### Plataforma Facebook
El 24 de mayo de 2007 Zuckerberg, durante la Conferencia G8, anunció el lanzamiento de la plataforma de Facebook, un ambiente de desarrollo para construir aplicaciones sociales dentro de Facebook. Tanto él como la red social comenzaron a ser ampliamente populares en la prensa, incluida una historia escrita por Newsweek en agosto.

## Controversias

### Apropiación de idea
Los hermanos Tyler y Cameron Winklevoss, atletas de élite en la disciplina del remo, junto con su socio Divya Narendra, cursaron estudios en la Universidad de Harvard, contexto en el cual se enmarca la representación cinematográfica The Social Network (2010). En dicho ámbito, solicitaron la colaboración de Mark Zuckerberg para el desarrollo de una plataforma digital de interconectividad académica, circunscrita al ecosistema estudiantil de la mencionada institución.
El trío empresarial constituyó la firma ConnectU, bajo la premisa de materializar dicha red social. Sin embargo, sostuvieron que Zuckerberg incurrió en una apropiación indebida de la concepción original del proyecto, retrasando intencionalmente su implementación mientras utilizaba los fundamentos estructurales de la iniciativa para erigir su propio emprendimiento: Facebook. En consecuencia, en 2004 se promovió una acción legal contra Zuckerberg, esgrimiendo cargos por incumplimiento contractual, apropiación ilícita de secretos industriales, usurpación de derechos de propiedad intelectual y extracción no autorizada de códigos fuente.
En su defensa, Zuckerberg argumentó la inexistencia de un contrato vinculante que lo configurara como socio de ConnectU, desestimando cualquier tipo de obligación jurídica al respecto. Afirmó, además, que la pretensión de los demandantes respondía exclusivamente a la búsqueda de una compensación económica.
En febrero de 2010, ConnectU estableció una alianza estratégica con MySpace, con el objetivo de aumentar su base de usuarios y posicionarse como la plataforma de mayor relevancia en el segmento de redes sociales.
Inicialmente, la demanda fue interpuesta en el estado de Massachusetts, siendo posteriormente desestimada sin perjuicio el 28 de marzo de 2007, sin que se llegara a emitir una sentencia definitiva. No obstante, el litigio fue reactivado ante la Corte Distrital de los Estados Unidos en Boston, programándose una audiencia preliminar para el 25 de julio de 2007. En dicha instancia, el magistrado interviniente determinó que los argumentos expuestos por ConnectU no revestían la solidez jurídica necesaria, otorgando a los demandantes la posibilidad de reformular su querella.

## Vida personal
En 2005, Mark Zuckerberg inició una relación sentimental con Priscilla Chan, una estudiante de ascendencia china que cursaba la carrera de medicina en la Universidad de Harvard, institución en la que ambos coincidieron. El 19 de mayo de 2012, la pareja formalizó su unión matrimonial en una ceremonia de carácter privado llevada a cabo en su residencia de Palo Alto, California.
Fruto de su matrimonio, procrearon tres hijas: Maxima, nacida en 2015; August, en 2017; y Aurelia, cuyo nacimiento fue anunciado el 24 de marzo de 2023 a través de las plataformas digitales de Zuckerberg. Previamente, el 21 de septiembre de 2022, la pareja había revelado públicamente que esperaban su tercer descendiente.
En el ámbito de sus creencias religiosas, aunque fue educado en el judaísmo, Zuckerberg manifestó en el pasado una postura ateísta. No obstante, con el tiempo revisó sus convicciones, declarando en 2016: «Me criaron como judío y luego pasé por un período en el que cuestioné las cosas, pero ahora creo que la religión es muy importante».
En lo que respecta a su estilo de vida, Zuckerberg se adscribe al vegetarianismo, argumentando que dicha elección le permite mantener una alimentación más saludable:

Mucha gente olvida que un ser vivo tiene que morir para que puedas comer carne. Este año me he convertido básicamente en vegetariano, ya que la única carne que consumo es la de los animales que yo mismo he matado. Hasta ahora esto ha sido una buena experiencia. Estoy comiendo mucho más saludable y he aprendido mucho sobre agricultura sostenible y crianza de animales. Comencé a pensar en esto el año pasado. Cuando tuve un asado de cerdo en mi casa. Las personas comenzaron a confesarme su amor por la carne de cerdo, sin ponerse a pensar que antes de eso, el cerdo tenía vida. Esto lo pensé como una irresponsabilidad. No tengo ningún problema con la gente que come carne, pero creo que deberían de asumir la responsabilidad y estar agradecidos por lo que comen tratando de ignorar de dónde viene.

## Reconocimientos
- Según la revista Vanity Fair, el famoso fundador de Facebook se mostró en el primer puesto de las personas más influyentes del mundo de la tecnología en el año y superó a Steve Jobs, fundador de Apple Inc., ya fallecido, y a Serguéi Brin y Larry Page, fundadores de Google.[cita requerida]
- Mark Zuckerberg también fue elegido como Personaje del Año, en 2010.[cita requerida]

## Aparición en medios

### Zuckerberg enLos Simpson
Zuckerberg apareció en el segundo episodio de la vigésimo segunda temporada de Los Simpson. El episodio se llama Loan-a-Lisa y fue transmitido el 3 de octubre de 2010 en los Estados Unidos. En el episodio, Lisa invierte en la nueva aventura empresarial de Nelson, pero se da cuenta de que el éxito instantáneo de su amigo hace que este abandone la escuela. Lisa le presenta a Mark Zuckerberg, solo para descubrir que él también abandonó la Universidad.

### The Social Network
Es una película dirigida por David Fincher que fue estrenada el 1 de octubre de 2010 en Estados Unidos. Está basada en el libro Multimillonarios por accidente, de Ben Mezrich, y narra la historia de Facebook. Jesse Eisenberg interpreta a Mark Zuckerberg. La primera exhibición de la película se realizó al comenzar la cuadragésima octava edición del Festival de Cine de Nueva York el 24 de septiembre de 2010. Sin embargo Zuckerberg criticó esta película afirmando que tenía datos inexactos sobre lo sucedido.

### Zuckerberg enSouth Park
Zuckerberg aparece en el episodio 4 - temporada 21, en el episodio llamado Precuela de la franquicia. En el episodio Mark es invitado por los padres del pueblo para advertir sobre los peligro en las redes lo cual no realiza y solo da una charla hablando de sus habilidades. Mark no quiere salir del pueblo y termina fastidiando a los pobladores. Con y Amigos descubren que es socio del Profesor Caos el cual lo convenció para destruirlos.